# Sergio Marchi (politico)
Sergio Marchi (Buenos Aires, 12 maggio 1956) è un politico e diplomatico canadese.
Marchi è nato in Argentina da una famiglia italiana originaria di Domanins di San Giorgio della Richinvelda (PN) in Friuli-Venezia Giulia. Emigrarono dapprima in Argentina per poi stabilirsi in Canada. 
Dopo la laurea in Sociologia e in Pianificazione Urbana, Sergio Marchi iniziò l’attività politica a livello comunale come assessore alla Ward 1 a North York, nel 1982. Successivamente, alle politiche nazionali del 1984 è stato eletto parlamentare alla Camera dei Comuni con il Partito Liberale per la città di Toronto – Area dello York occidentale.
Nel 1993 s'instaurò in Canada un governo dei liberali. Il primo ministro Jean Chrétien nominò Sergio Marchi ministro della Cittadinanza e dell'Immigrazione. In seguito assunse gli incarichi di ministro dell'Ambiente e poi, nel 1997, ministro del Commercio Internazionale.
Sergio Marchi abbandonò volontariamente la politica nel 1999. Negli anni successivi si dedicò alla carriera diplomatica e fu nominato ambasciatore canadese all'organizzazione mondiale del commercio, per le agenzie delle Nazioni Unite a Ginevra.
Dopo aver abbandonato il mondo diplomatico, nel febbraio 2006, Marchi iniziò a collaborare con lo studio legale di Lang Michener LLP di Toronto come consulente. In seguito diventò presidente del Business Council Canada Cina e presidente della Canadian Coalition per i servizi. Ha in seguito fondato il Gruppo Marchi a Ginevra.
Nel febbraio 2015, Sergio Marchi, ritornato in Canada, è stato nominato Presidente di Canadian Electricity Association, con sede a Ottawa.